# Alkis Xanthakis
Alkis X. Xanthakis (* 1945 Athény) je řecký historik fotografie, fotograf, profesor, spisovatel a sběratel. Je považován za odborníka na dějiny řecké fotografie.

## Životopis
Alkis X. Xanthakis se narodil v roce 1945 v Aténách. Po absolvování American College of Psychiatry a v době, kdy fotografie ještě nebyla na univerzitu přijata, studoval profesionální fotografii na New York Institute of Photography. Postgraduální studium absolvoval v Londýně a magisterský titul získal na Middlesex University byl na téma „Fotografie ve vyšším vzdělávání“.
Od mládí se amatérsky věnoval fotografii a byl fotografickým redaktorem časopisů American College Athenaeum a Thesaurus.
V roce 1968 založil první školu profesionální fotografie v Řecku na AKTO College, kterou dodnes řídí a kde také vyučuje. V roce 1976 se ve spolupráci s National Bank Educational Foundation (MIET), univerzitním profesorem Lino Politisem a dalšími spolupracovníky zúčastnil speciální mise do Egypta s cílem vyfotografovat knihy a kódy patriarchální knihovny patriarchátu. Za tuto práci obdržel medaili od alexandrijského patriarchy Mikuláše.
Alkis Xanthakis je zakládajícím členem Evropské společnosti pro dějiny fotografie a fotografickým konzultantem v různých muzeích. V období 2004–2008 byl členem představenstva Organizace pro podporu řecké kultury (O.P.Ε.P.).

## Autorské dílo
Alkis Xanthakis dosud napsal 24 knih a publikoval řadu článků v novinách a časopisech. V roce 1972 vydal svou první knihu s názvem Fotografická technika, která byla dlouhá léta jedinou učebnicí teorie a praxe fotografie pro profesionály i amatéry a dočkala se mnoha vylepšených dotisků.
Jeho kniha Dějiny řecké fotografie 1839–1970 vydávaná od roku 1981, kdy byla poprvé publikována, 13 vydání a zůstává jediným referenčním nástrojem pro všechny vědce. V roce 1982 byla jeho kniha oceněna Athénskou akademií. V roce 2009, po dvaceti sedmi letech dalšího výzkumu, byla kniha znovu vydána v novém formátu, formátu a počtu stran v nakladatelství Papyrus Publications.
Dílo Slovník fotografů 1839–1960 lze charakterizovat jako životní dílo. Řečtí fotografové a zahraniční fotografové v Řecku, který byl financovaný Evropskou unií (Informační společnost) a vydaný na tříjazyčném DVD Helénským literárním a historickým archivem ELIA / MIET v roce 2006.
Je stálým přispěvatelem časopisu Fotograf, přičemž řadu let psal články do řeckých i zahraničních publikací a časopisů, které již nevycházejí, například: Fotologia, Opticon, Photography, Audiovisual, Greek Photography.
Jeho spisy také zahrnují:
- Fotografická technika. Černobílá a barevná fotografie, Athény, 1974.
- Technika amatérského filmu, Athény, 1977.
- Filippos Margaritis. První řecký fotograf, publikoval Photographer, Athény, 1990
- Mount Athos foto 1, publikovalo NBG Cultural Center of Northern Greece, Thessaloniki, 1993.
- Historie fotografické estetiky 1939–1970, publikoval Aigokeros, Athény, 1994.
- Chios. Sto let fotografie, 1850–1950, Total Publishing, Athény, 1996.
- Výroky a námitky, publikoval Kastaniotis, Athény, 1996.
- Řecko 19. století optikou Petrose Moraitise, publikoval Potamos, Athény, 2001.
- Prohlídka Laconia. Pausanias „Laconic“ (ve spolupráci s Metaxií Papapostolou), vydal Kochlias, Athény, 2002.
- Prohlídka Attiky. Pausania „Attika“, vydal Kochlias, Athény, 2003.
- Akt v řecké fotografii, vydal Kochlias, Athény, 2004.
- Adoli matia, Řecko 1940–1980, vydal OPEP, Athény, 2005.
- Nelly. Fotograf nové estetiky, publikoval Ta Nea, Athény, 2009.
- Fotografie a propaganda – Propagandistické jednotky německé armády v Řecku 1941–1944, (2 svazky), vydal Militos, Athény, 2012.[6]
- Xanthové (Xanthakis-Xanthakos) 1650–2010, Athény, 2014.
- Triviality – Athény, 2019.

## Fotograf
Jako umělec-fotograf se Alkis Xanthakis věnoval především černobílé fotografii a používal metody dvojchromanu draselného a azurového tisku, dvou nestříbrných technik 19. století. Nedávno se vrátil k černobílé fotografii a experimentuje na poli metafyzických obrazů, ovlivněný malířem Giorgiem de Chirico a německým fotografem Herbertem Lisztem. Jeho relevantní práce jsou uvedeny v jeho knize Ríseis kai Antí-rísei (Rčení a antirčení), kterou vydalo nakladatelství Kastaniotis.
Svá fotografická díla vystavoval na samostatných výstavách v Řecku i v zahraničí. (Athény, Pireus, Soluň, Istanbul, Brusel atd). Některé z jeho vybraných výstav jsou:
- Mamiya Gallery, Athény, prosinec 1975 – leden 1976.
- „Nahý“ (skupina), Galerie „F“, Athény, listopad 1983.
- Bichromatické fotografie (draselná bichromatická technika), Řecko-americká unie, prosinec 1989, výletní loď „Renaissance“, „Tour of the 7 Seas“, červenec 1990 a galerie umění, Thessaloniki, únor 1991.
- „Optical Energy“ (s Dorou Minaidi), stánek PPC, Thessaloniki International Fair, září 1996 a Technopolis – Gazi, Athény, prosinec 1996 a březen 1997.
- „Sayings and Anti-Sayings“, Hellenic American Union, Athény, listopad 1996.
- „Merhaba Atina – zde Istanbul“ „Dobré ráno Athény – zde Istanbul“ (skupina), Istanbul, červen 1999 a Brusel 1999.
- „Laconia Tour“ (barevné fotografie a azurové tisky), Kulturní centrum magistrátu Sparta, září 2002, Kulturní centrum magistrátu Atén, Athény, únor 2003 a Kulturní centrum magistrátu Pireus, Pireus, říjen 2004.

## Sběratel
Alkis Xanthakis je sběratel starých fotoaparátů, Expozimetrů a fotografického příslušenství. Jeho sbírka aktuálně čítá více než 2800 fotoaparátů a příslušenství.

## Ocenění
- V roce 1976 mu alexandrijský patriarcha Nicholas udělil čestný diplom a medaili za přínos k mikrofotografii a uchování kódů a knih patriarchální knihovny Alexandrie.
- V roce 1985 mu Řecká fotografická společnost udělila „medaili a diplom“ za jeho přínos k propagaci fotografického vzdělávání, za výzkum řecké fotografické historie a za jeho knihu Dějiny řecké fotografie 1839–1960.
- V roce 1989 mu Jugoslávská konfederace profesionálních fotografů udělila medaili „Anastas Jovanovic“ za knihu Filippos Margaritis. První řecký fotograf.
- V roce 1995 mu Mezinárodní fotografická federace (FIAP) udělila čestné vyznamenání EsFIAP a související diplom za mimořádný přínos k fotografickému vzdělávání a za výzkum v oblasti historie fotografie a propagaci fotografie.
- V roce 1996 mu Jugoslávská fotografická federace udělila cenu „Anastas Jovanovic“ a medaili za první knihu svého druhu na Balkáně s názvem Filippos Margaritis: První řecký fotograf.
- V roce 2017 mu společnost Hellenic Photographic Society (E. PHI. Ε.) udělila čestný titul a diplom za přínos fotografii v Řecku.[1]